# Karmeliterviertel

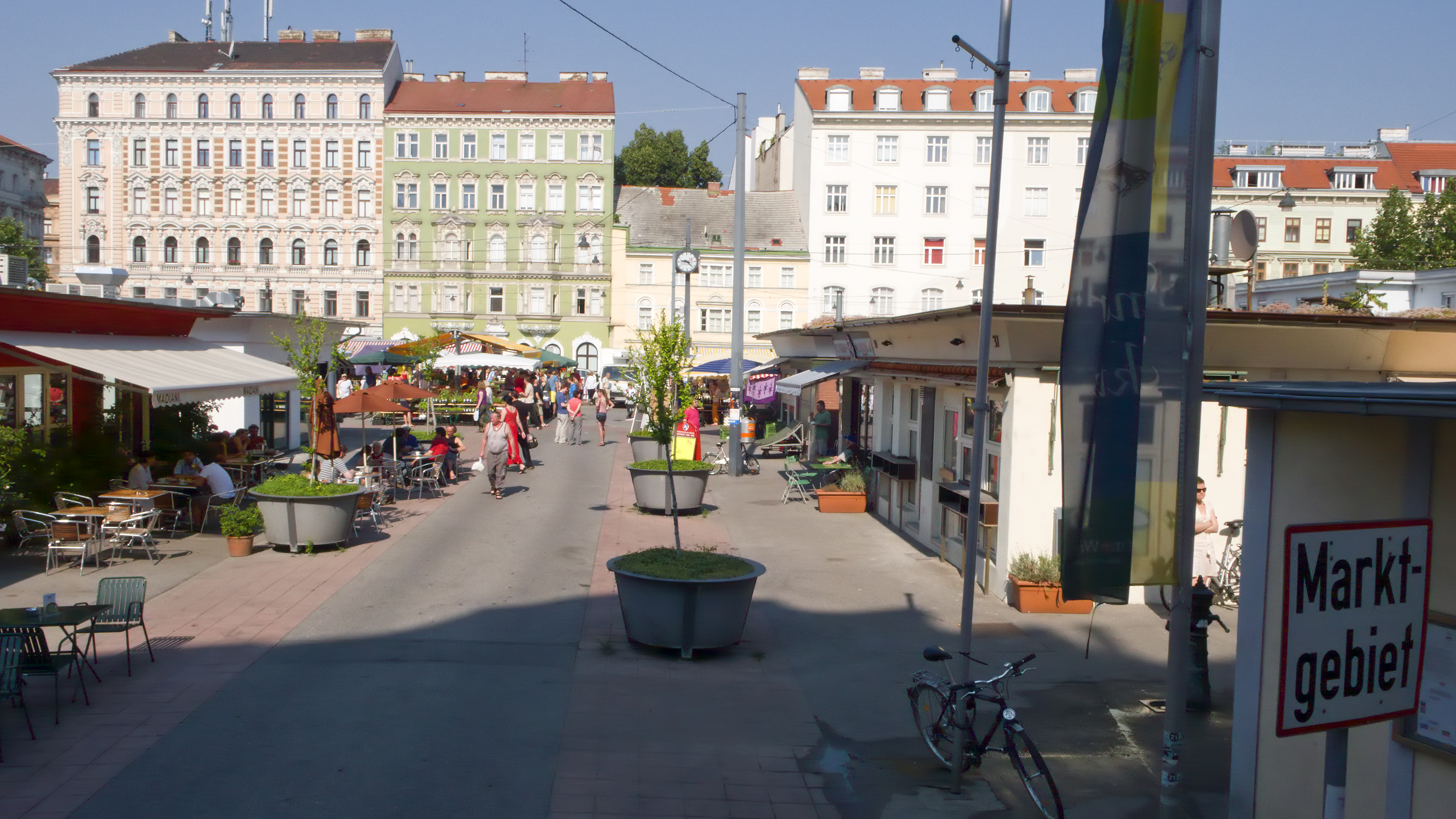
Der Karmelitermarkt im Karmeliterviertel

Das Karmeliterviertel ist ein zentrumsnaher Stadtteil der Leopoldstadt, des 2. Wiener Gemeindebezirks.

## Lage

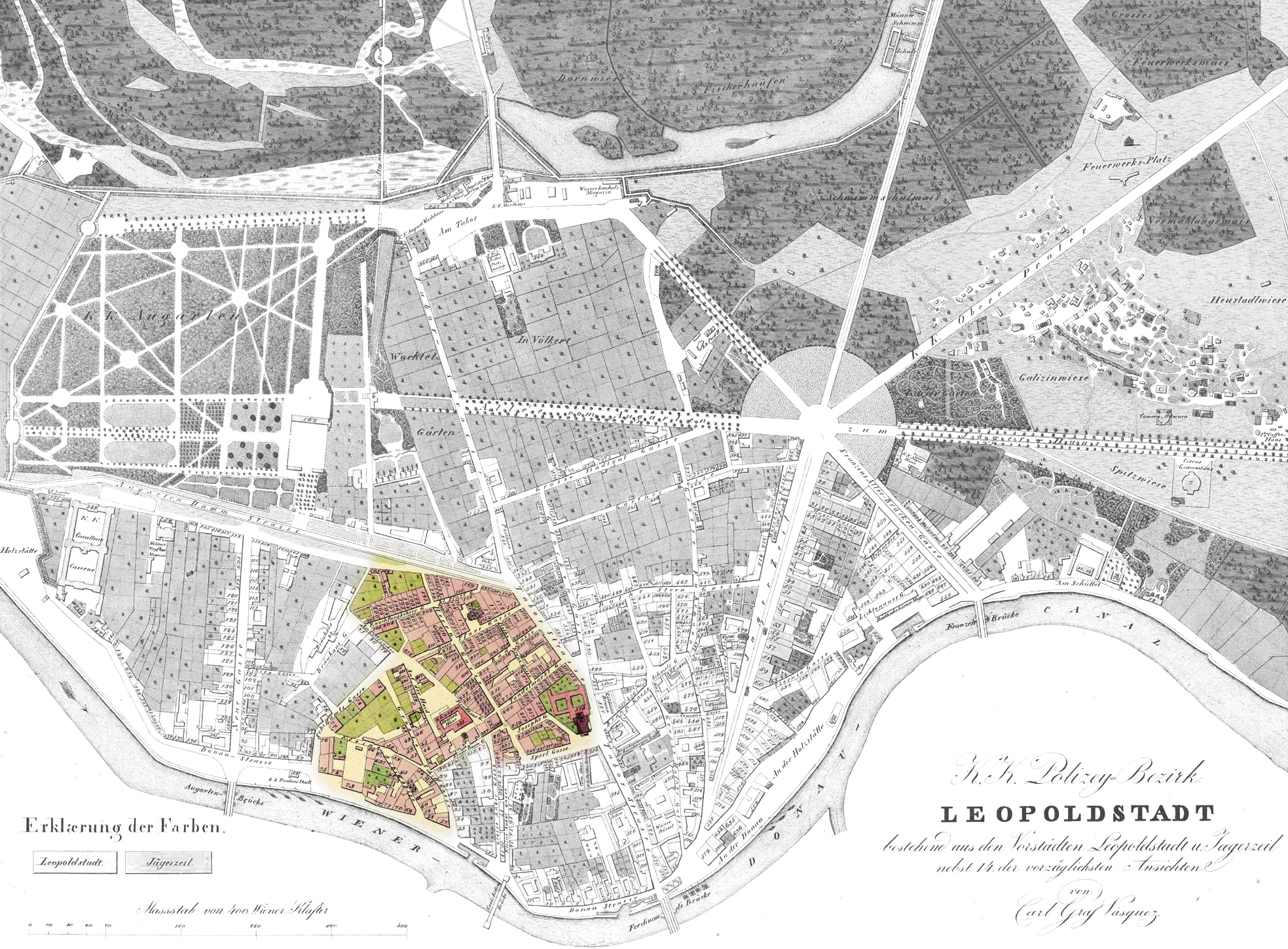
Karmeliterviertel um 1830

Das Viertel wird nach Norden von der Oberen Augartenstraße bzw. dem Augarten, einer großen, historischen Parkanlage aus dem 17. Jahrhundert, begrenzt. Im Osten bildet die Taborstraße die Grenze des Viertels, im Süden sind es (im Uhrzeigersinn)  Kleine Sperlgasse, Hollandstraße, Krummbaumgasse und Große Schiffgasse. Im Westen begrenzen es Obere Donaustraße, Schiffamtsgasse, Leopoldsgasse und Malzgasse. (Die Viertelgrenzen sind nicht amtlich festgelegt.)
Die relativ ruhige, aber sehr günstige Lage in Bezug auf das Stadtzentrum und die guten Verkehrsverbindungen machen den Stadtteil sehr attraktiv. Der 1. Bezirk kann über Donaukanalbrücken in wenigen Minuten zu Fuß erreicht werden.

## Name und Geschichte

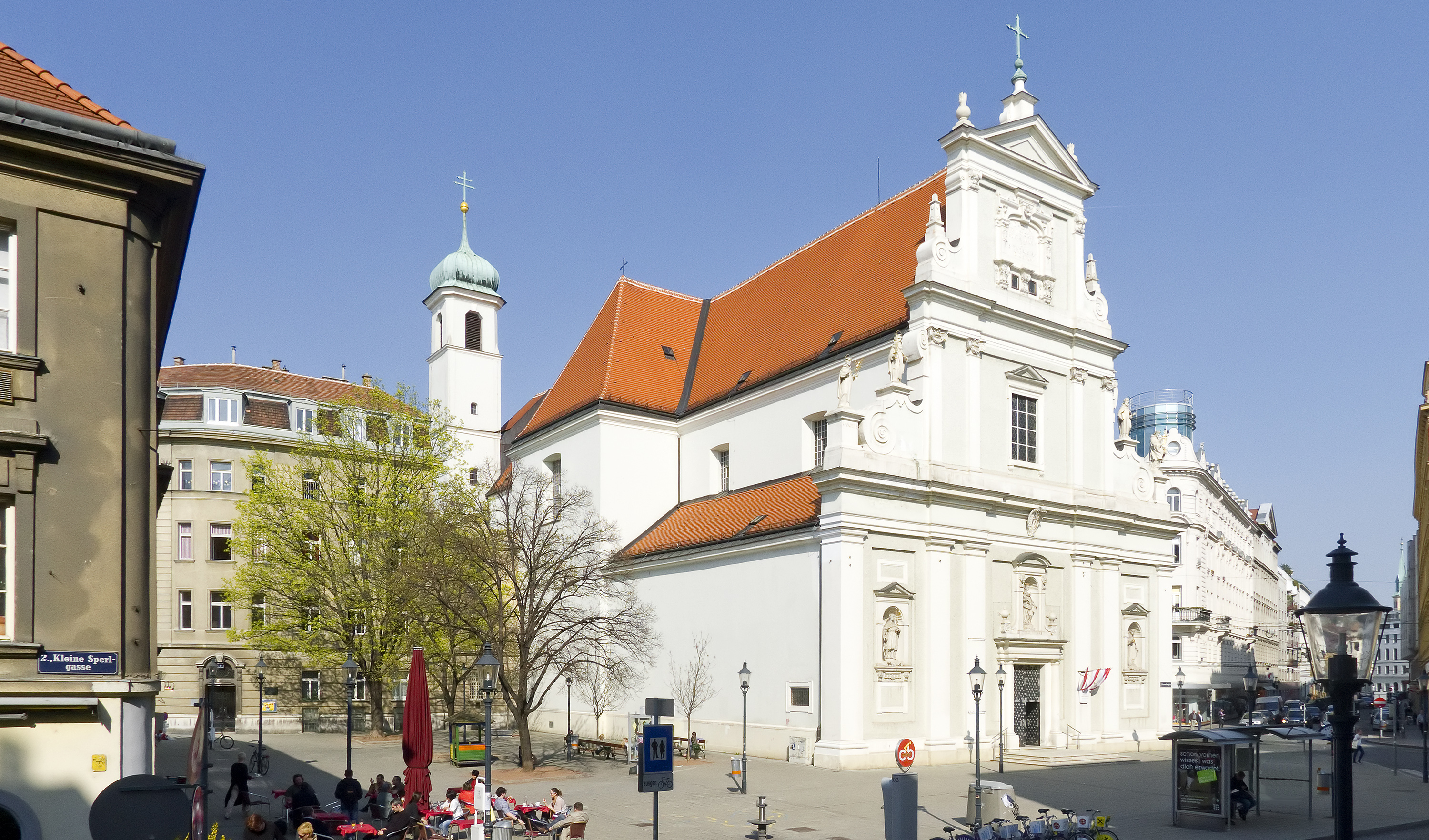
Karmeliterkirche und Karmeliterplatz

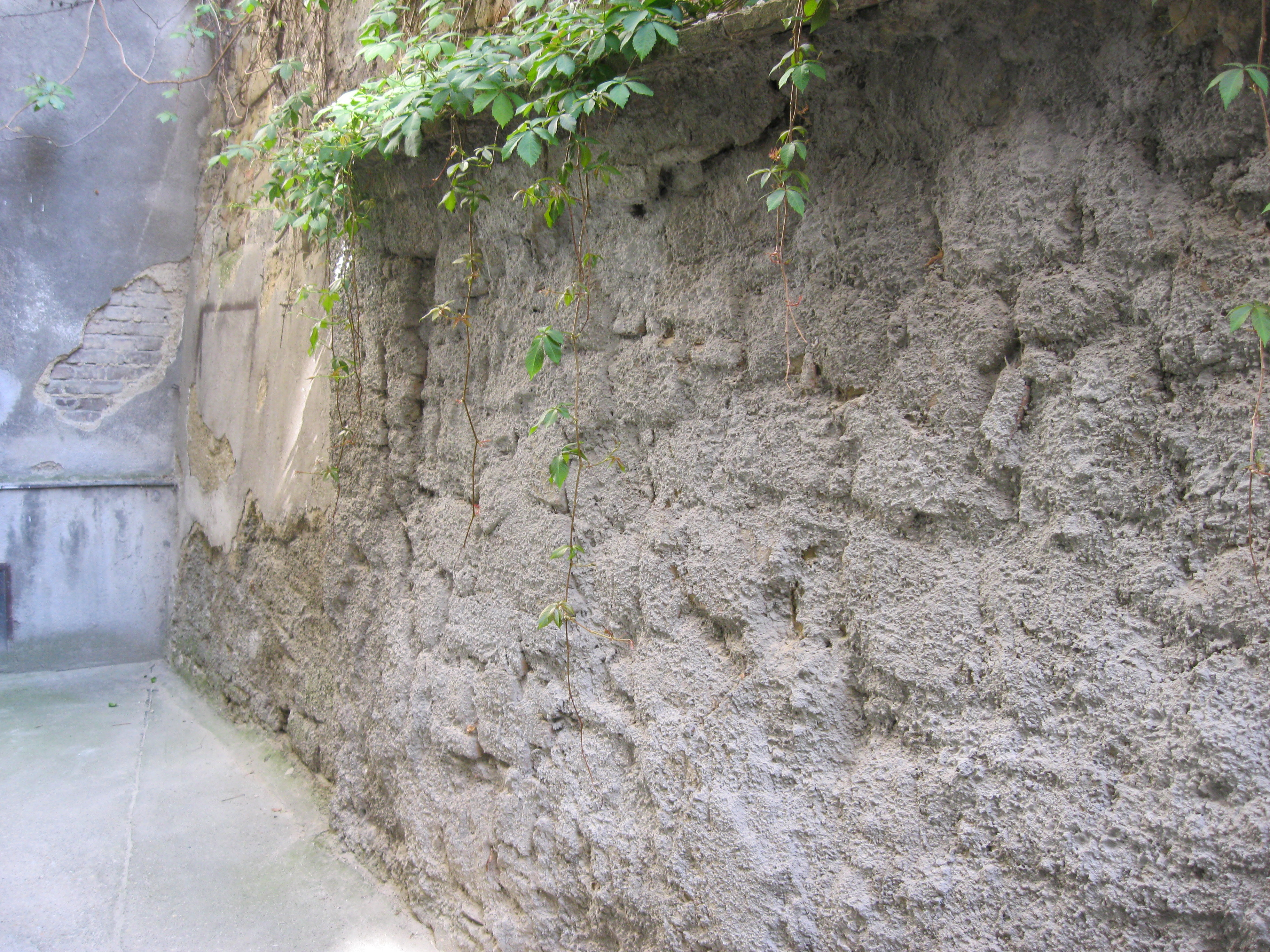
Reste der denkmalgeschützten Ghettomauer

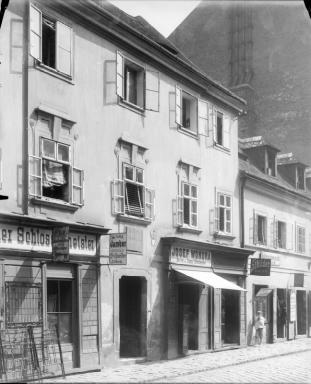
Tandelmarktgasse um 1902

Das Gebiet nördlich der historischen Stadt Wien, die Donauinsel Unterer Werd, wurde durch den Bau einer Brücke im Jahre 1368 leicht zugänglich und daher schon früh besiedelt. Es war aber bis 1875 immer wieder Hochwässern der Donau mit Überschwemmungen unterworfen.
Seinen Namen hat das verkehrsmäßig sehr ruhige, auch wegen seiner direkten Nachbarschaft zum Stadtzentrum immer beliebter gewordene Viertel vom Karmelitermarkt. Er ist nach der von 1620 bis 1624 gebauten Karmeliterkirche an der Taborstraße benannt, dem einzigen Rest des 1782 aufgelassenen Karmeliterklosters, dessen andere Gebäude von 1904 bis 1910 zu Gunsten der Karmelitergasse abgerissen wurden (der Klostergarten wurde nach 1782 sofort parzelliert und verbaut). Die nördliche Grenze des Klosters befand sich zwischen den Häusern der heutigen Karmelitergasse und der Tandelmarktgasse. Reste der Klostermauer in der Länge von ca. 40 Meter und bis zu fünf Meter Höhe sind dort heute noch als Hofmauern zwischen den Häusern vorhanden. Ein ehemaliger kleiner Durchgang ist heute zugemauert.
Nördlich von Kirche und Kloster befand sich bis 1670 die Judenstadt der aus der historischen Stadt vertriebenen jüdischen Wiener. Nach der abermaligen Vertreibung der Juden und der zwangsweisen Demolierung der Synagoge entstand um die auf dem ehemaligen Synagogenbauplatz errichtete Leopoldskirche eine christliche Siedlung namens Leopoldstadt, die sich südwestlich bis zum Donaukanal ausbreitete und in der sich später neuerlich viele Juden ansiedelten.
Der Stadtteilsname ging 1850 auf den neu nach Wien eingemeindeten, großen 2. Bezirk über. Das Karmeliterviertel stellt heute den Großteil des historischen Stadtteils Leopoldstadt dar.
Bis 1938 stand die Polnische Schul an der Leopoldsgasse 29, bis sie von den Nationalsozialisten während der Reichskristallnacht zerstört wurde.

## Bevölkerung

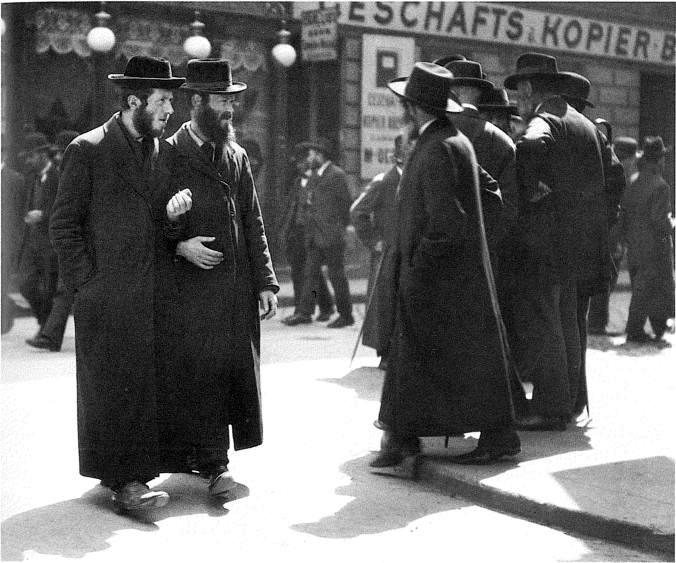
Orthodoxe Juden am Karmeliterplatz, 1915

Die Bevölkerungsstruktur ist sehr gemischt. Das Viertel zeichnet sich auch dadurch aus, dass es heute wieder einen relativ hohen Anteil an orthodoxen Juden und deren notwendige Infrastruktur (Synagoge, Thoraschule, koschere Geschäfte) gibt. Das Zusammenleben der unterschiedlichen Bewohner verläuft durchaus sehr harmonisch. Die Gesamtanzahl der Bewohner beläuft sich auf rund 3000. Seit wenigen Jahren gilt das Karmeliterviertel als Zuzugsort für die sogenannte Bobo-Gesellschaft.

## Einrichtungen und Infrastruktur
Der Karmelitermarkt ist das Zentrum des Viertels. Zusätzlich zu den täglichen ständigen Marktaktivitäten findet freitags und samstags ein Bauernmarkt statt, der  hohen Zuspruch durch die Bevölkerung verzeichnet.
In der Fernsehserie Trautmann spielen der Karmelitermarkt und die umliegenden Lokale eine tragende Rolle für die Handlung.
Unweit des Marktes befinden sich an der Karmelitergasse die Bezirksvorstehung und das Magistratische Bezirksamt für den 2. Bezirk sowie das Bezirksmuseum Leopoldstadt. In der Großen Sperlgasse wurde das Wiener Kriminalmuseum, vereinigt mit dem Museum der Bundespolizeidirektion Wien, eingerichtet. In der Kleinen Sperlgasse befindet sich ein Bundesrealgymnasium, in der Schwarzingergasse ein städtisches Schulgebäude.
Am zentrumsseitigen Rand des Karmeliterviertels befindet sich das Collegium Hungaricum genannte Ungarische Kulturinstitut in Wien, am nördlichen Rand das Palais Augarten, das von den Wiener Sängerknaben genutzt wird. Daneben befindet sich die Porzellanmanufaktur Augarten. 
An den Rändern des Viertels wurden 2008 die U-Bahn-Stationen Taborstraße sowie unter dem Donaukanal die neue Station Schottenring der Linie U2 (mit Zugang von der Herminengasse im 2. Bezirk) eröffnet. In der Taborstraße verkehrt die Straßenbahnlinie 2, durch das Viertel die städtische Autobuslinie 5A.